# Хуан Ерраскін
Хуан Ерраскін Тумас (ісп. Juan Errazquin Tumas, 22 червня 1906, Кордова, Аргентина — 30 листопада 1930, Ірун, Іспанія) — іспанський футболіст, що грав на позиції нападника.
Виступав за клуб «Реал Уніон» і національну збірну Іспанії.

## Клубна кар'єра
Виступав у складі клубу «Реал Уніон», з 1921 року грав у резервній команді, а з 1923 року у основі. З командою двічі ставав володарем кубка Іспанії у 1924 і 1927 роках.
Помер 30 листопада 1930 року на 25-му році життя.

## Виступи за збірну
1925 року дебютував в офіційних матчах у складі національної збірної Іспанії. Протягом кар'єри у національній команді, яка тривала 4 роки, провів у формі головної команди країни 6 матчів, забивши 6 голів.

## Титули
- Володар Кубка Іспанії з футболу (2):

«Реал Уніон»: 1924, 1927